# Бронепалубни крайцери тип „Пелорус“
Пелорус (на английски: Pelorus) са серия бронепалубни крайцери от 3-ти ранг, на Британския Кралски флот построени през 1890-те години на 19 век. Явяват се развитие на крайцерите от типа „Пърл“, но с по-малки размери. Всичко от проекта са построени 11 единици: „Пелорус“ (на английски: HMS Pelorus), „Пандора“ (на английски: HMS Pandora), „Пегасус“ (на английски: HMS Pegasus), „Персеус“ (на английски: HMS Perseus), „Пектолус“ (на английски: HMS Pactolus), „Пайнир“ (на английски: HMS Pioneer), „Помон“ (на английски: HMS Pomone), „Прометеус“ (на английски: HMS Prometheus), „Прозерпин“ (на английски: HMS Proserpine), „Психе“ (на английски: HMS Psyche) и „Пюрамис“ (на английски: HMS Puramis). След тях флотът строи по-големите крайцери от типа „Топаз“.

## Конструкция
Бронепалубните крайцери от типа „Пелорус“ с водоизместимост от 2135 дълги тона имат максималната скорост от 20 възела (37 км/ч). Болшинството от тях служат в отдалечените колонии, а не с главните сили на флота. Те са въоръжени с осем 4-дюймови (25 фунтови оръдия), осем 3 фунтови оръдия, три картечници, и два 18-дюймови (457-мм) торпедни апарата. Корабите са лишени от двойно дъно, което вече става традиционно за крайцерите, което може да приведе до сериозни наводнения при всяко едно докосване на грунта, което нерядко се случва по време на службата в лошо изучени води.

### Корпус
Най-сериозни изменения получава корпусът. Корабите стават по-дълги и тесни, което трябва да им позволи увеличаване на максималната скорост до 20 – 20,5 възела. Проектантите, обаче, правят грешка с пропорциите на корпуса, като корабите се оказват неустойчиви и мокри: удълженият, невисок, полубак прорязва, а не се качва по вълната, осигурявайки надеждно заливане с вода на средната част на корпуса.
„Пандора“, „Пайнир“ и „Психе“ са по-големи, имайки водоизместимост от 2200 дълги тона и газене от 19½ фута (5,9 м).

### Брониране
Съществено е усилена защитата. Дебелината на бронираната палуба нараства с 12 – 18 мм, при това броневата палуба става по-висока и по-надеждно прикрива котлите, машините и димоходите.

### Силова установка
Крайцерите имат бутални парни машини с тройно разширение и са снабдени с различни типове котли, като тяхно изпитание – „Помон“ и „Пектолус“ получават котли „Бленчиден“, „Пегасус“ и „Перамус“ – котли „Рид“, „Пелорус“ – котли „Норман“, „Пандора“, „Персеус“, „Пайнир“, „Прометеус“, „Психе“ и „Прозепин“ – „Торникрофт“. Независимо от типа, броят на котлите на всички крайцери е единакъв – 16. Машините могат да развият 7000 конски сили (5200 кВт) за ограничен период от време с принудителна тяга и 5000 конски сили (3700 кВт) при естествена тяга продължително. Макар далечината на плаване да се разчита да нарастне до 6000 мили на 10 възела, по сравнение с 5000 за „Бархамите“, особено увеличение не се получава, но и това е добър показател за толкова неголям крайцер. Проблемите с котелната и машинната установки водят до това, че в службата си скоростта на новите крайцери съставлява 16 – 17 възела, което е малко за 0-те години на XX век.

## История на службата
| Име            | Заложен             | Спуснат на вода     | Влиза в строй     |
| -------------- | ------------------- | ------------------- | ----------------- |
| HMS Pandora    | -                   | 17 януари 1900 г.   | 1901 г.           |
| HMS Pelorus    | май 1895 г.         | 15 декември 1896 г. | 1897 г.           |
| HMS Pegasus    | май 1896 г.         | 4 март 1897 г.      | 1899 г.           |
| HMS Perseus    | май 1896 г.         | 15 юли 1897 г.      | 1901 г.           |
| HMS Pactolus   | май 1896 г.         | 21 декември 1896 г. | септември 1896 г. |
| HMS Pioneer    | декември 1897 г.    | 28 юли 1899 г.      | 1901 г.           |
| HMS Pomone     | 21 декември 1896 г. | 25 ноември 1897 г.  | май 1899 г.       |
| HMS Prometheus | -                   | 20 октомври 1898 г. | -                 |
| HMS Pyramus    | май 1896 г.         | 15 май 1897 г.      | 1900 г.           |
| HMS Psyche     | ноември 1897 г.     | 19 юли 1898 г.      | 31 март 1900 г.   |
| HMS Proserpine | март 1896 г.        | 5 декември 1896 г.  | 1899 г.           |

Службата на тези крайцери се оказва доста къса. Още през 1904 г. тези сравнително наскоро построени крайцери започват да се изваждат в резерва. По време на „чистката“ на флота от безполезни кораби, през 1910 г., крайцерите с неудачните котли „Бленчиден“ са извадени от бойните списъци на флота. „Помон“ става несамоходен учебен кораб, а „Пектоус“ база за подводници.

## Оценка на проекта
Проектът е разчетен за възможността да унищожи преоборудован „търговец“.
По съвокупните си признаци това са най-лошите крайцери в Кралския флот.
Единственото положително качество на тези крайцери е тяхната ниска цена – 150 хил. фунта стерлинги.
| ТТХ на малки бронепалубни крайцери |                                                         |                                           |                                                    |                                   |
| Характеристики                     | „Газеле“                                                | „Пелорус“                                 | „Новик“                                            | „Д’Естре“                         |
| Година на залагане                 | 1897                                                    | 1895                                      | 1900                                               | 1897                              |
| Година на влизане в строй          | 1900                                                    | 1897                                      | 1901                                               | 1899                              |
| Размери, м (Д×Ш×Г)                 | 105,0 ×11,8 ×4,84                                       | 95,55×11,13×3,7                           | 110,1×12×5                                         | 95×12×5,39                        |
| Водоизместимост, т                 | 2643                                                    | 2169                                      | 3080                                               | 2428                              |
| Въоръжение                         | 10 – 10,5-см, ТА 2×1 – 45-см                            | 8 – 102-мм, 8 – 47-мм, ТА 2×1 – 356-мм    | 6 – 120-мм, 6 – 47-мм, ТА 5×1 – 380-мм             | 2 – 138-мм, 4 – 100-мм, 8 – 47-мм |
| Брониране, мм                      | Палуба – 20 – 25, скосове – 50, щитове – 50, рубка – 80 | Палуба – 20 – 51, щитове – 25, рубка – 76 | Палуба – 30, скосове – 51, щитове – 25, рубка – 30 | Палуба – 20 – 45, рубка – 100     |
| Енергетична установка, к.с.        | ПМ, 6000                                                | ПМ, 7000                                  | ПМ, 17 000                                         | ПМ, 8500                          |
| Запас въглища нормален/пълен, т    | 300/625                                                 | 254/523                                   | 360/600                                            | /480                              |
| Далечина на плаване, морски мили   | 3570 на 10 възела                                       | 5000 на 10 възела                         | 3428 на 10 възела                                  | 3200 на 10 възела                 |
| Проектна скорост, възела           | 19,5                                                    | 20                                        | 25                                                 | 20,5                              |
| Максимална скорост, възела         | 20,2                                                    |                                           | 25,6                                               |                                   |

Прекалено големи, за да бъдат канонерки, те са малко подходящи за борбата с рейдерите, нито по скорост, нито по въоръжение, още в момента на тяхното създаване.